# 城堡广场 (杜伊斯堡)

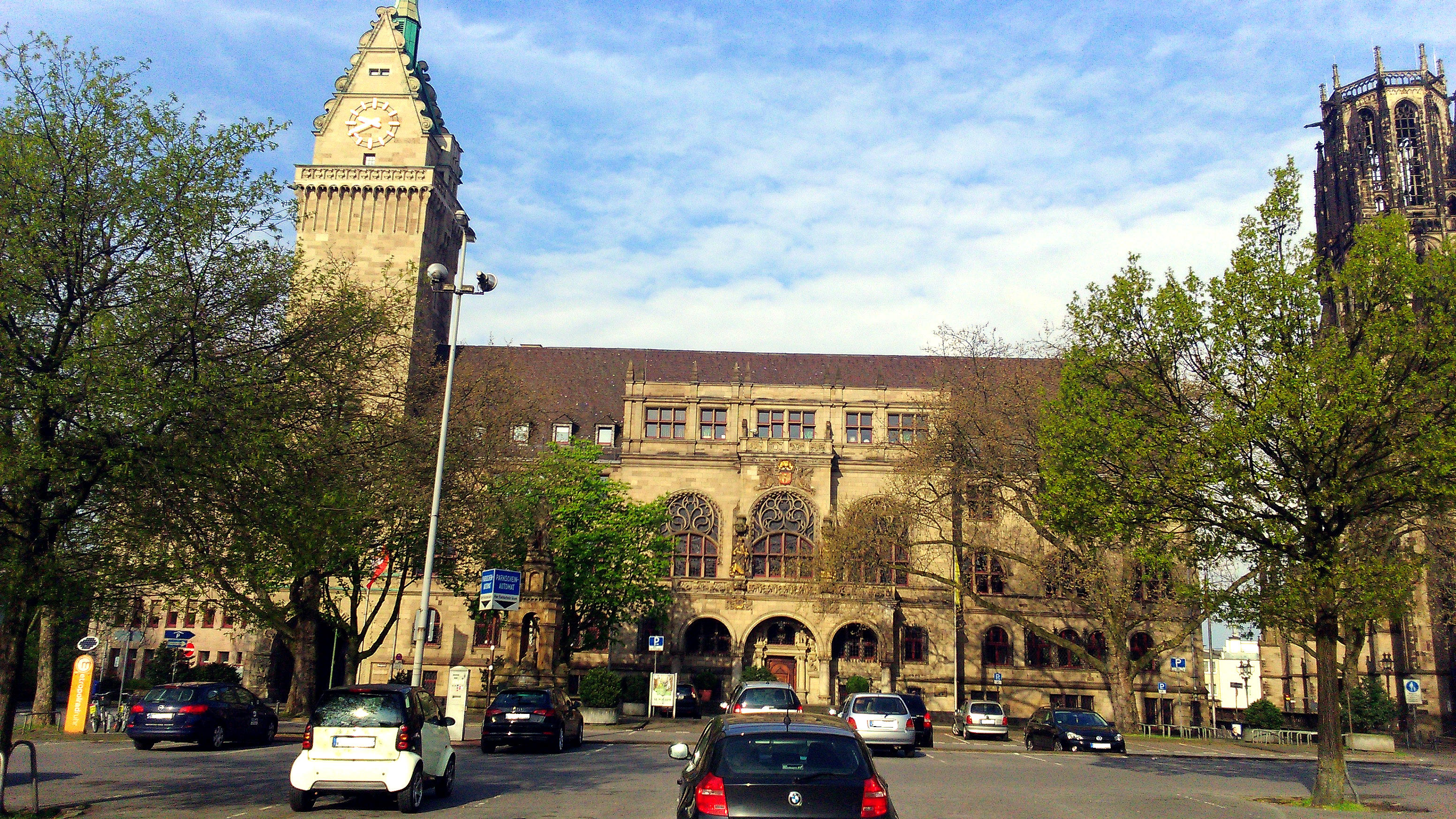
市政厅和救主堂

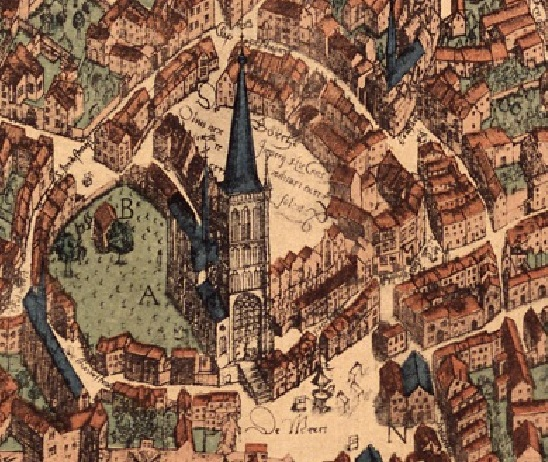

城堡广场（Burgplatz）位于德国杜伊斯堡的市中心，现在是一个半开放式广场，杜伊斯堡市政厅和福音教会的救主堂（Salvatorkirche）都在广场上，还有一座小型的天主教堂 Karmelkirche。广场占地约5000平方米，长和宽均为70米。

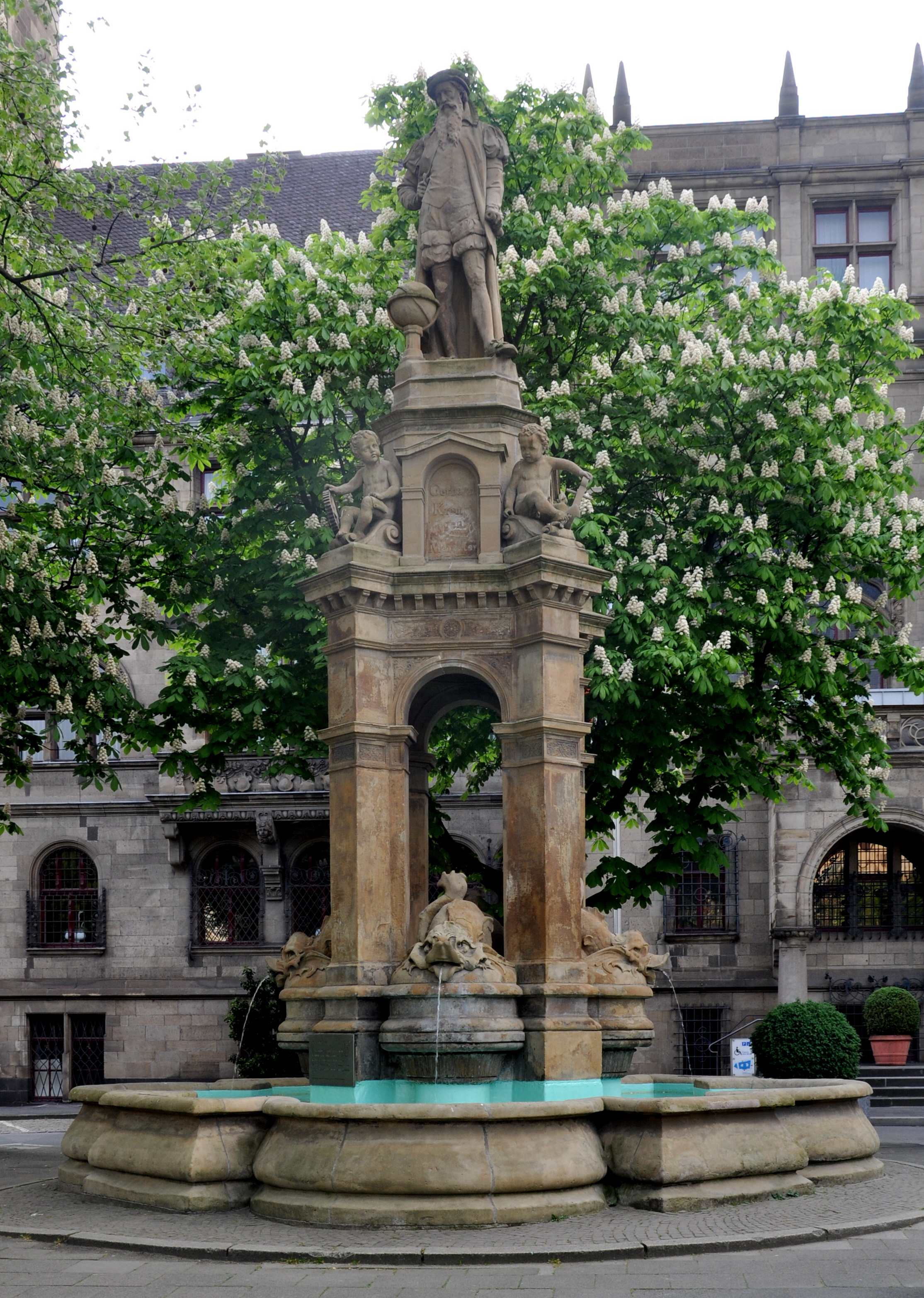
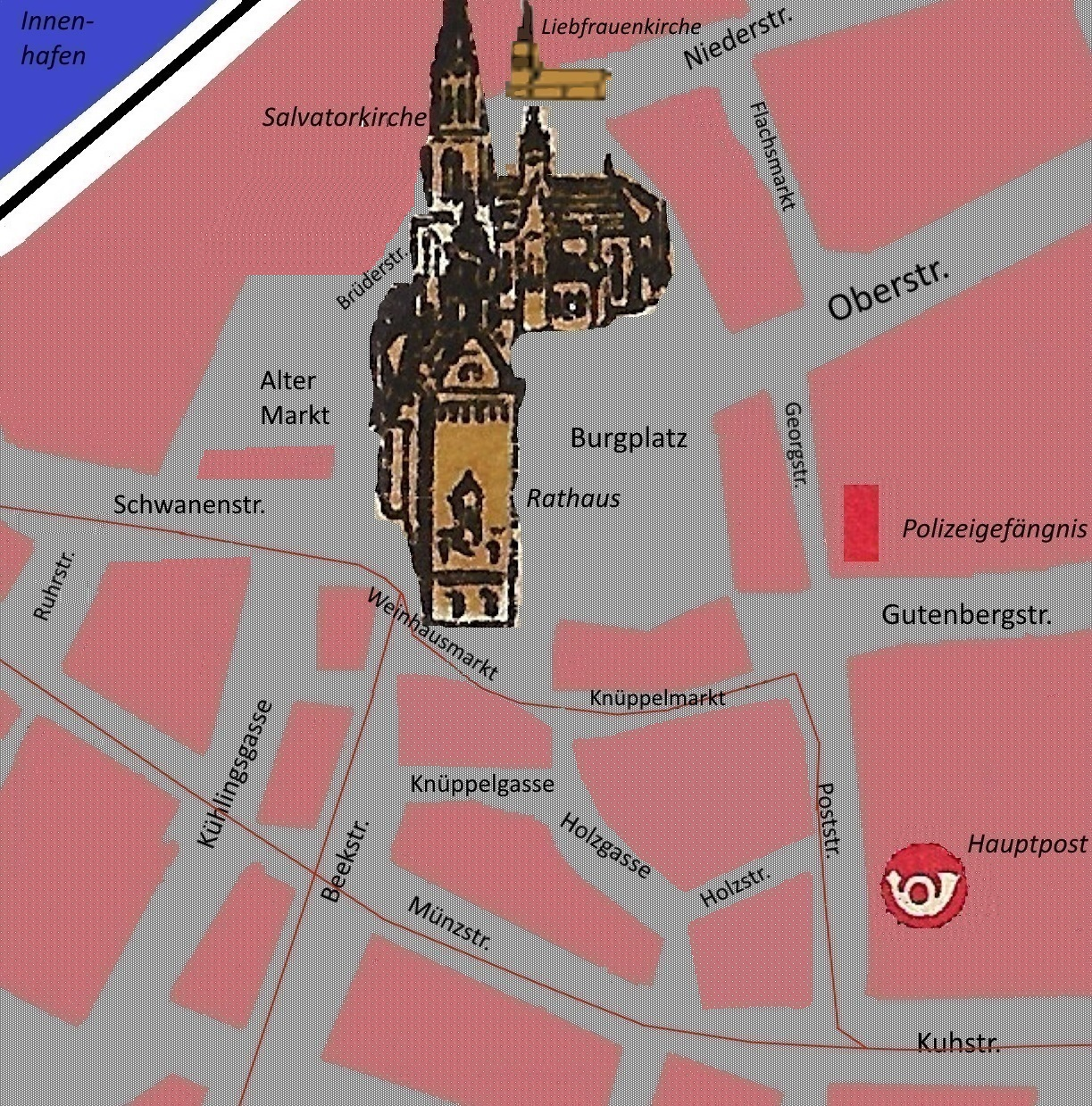
1925年地图
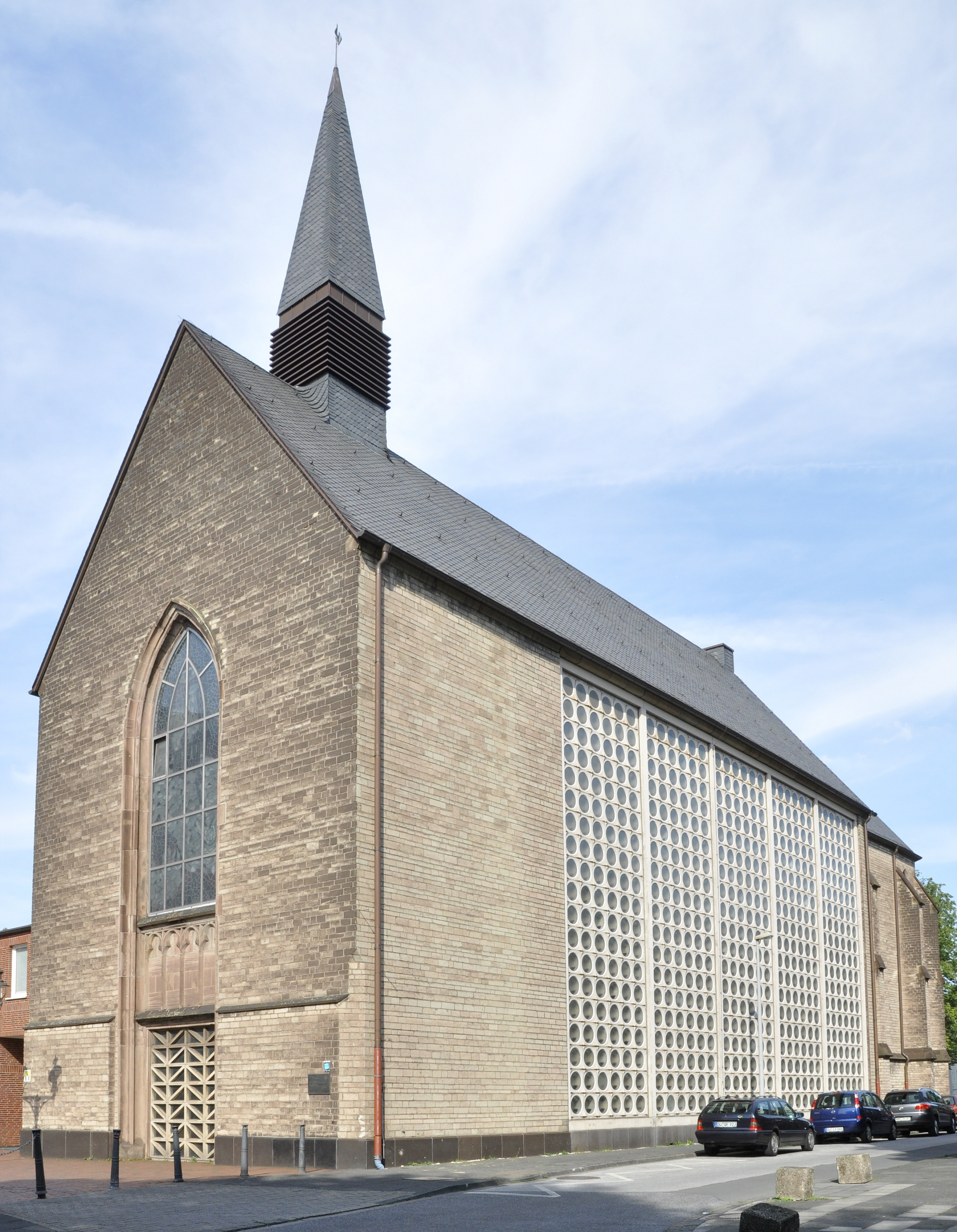
天主教Karmelkirche